# Мали вранац
Мали вранац или фендак је птица из породице корморана.

## Изглед
Мали вранац је најмањи европски вранац, величине патке, досеже дужину између 45 и 55cm. Ширина крила износи између 75 и 90cm. Сразмерно величини, има дуг реп, док су врат и кљун кратки. Перје је сјајно црно, а у односу на угао гледања, пресијава се на тамнозелено или смеђе. Одрасле птице су, у периоду парења, црне боје по целом телу, са ситним белим чуперцима на глави, врату и доњем делу трупа. У осталим деловима године имају јасно видљиве мрље бледих боја под кљуном и нешто лакше груди.
Ова врста се разликује од великог корморана по знатно мањој величини, лакшој грађи и дугим репом.

## Размножавање
Гнезди се у колонијама на бујно обраслим обалама језера и делтама река. Праве гнезда од грања и трски у густој вегетацији (на дрвећу, грмљу). Крајем маја и почетком јуна је период парења. Птићи се излегу за 30 дана и након 70 дана постају самостални. Родитељи их хране малим рибама и другим воденим животињама. Вранци се оглашавају једино у колонијама грленим кракањем, иначе су тихи.

## Распрострањеност
Мали вранац се гнезди у југоисточној Европи, источно од Италије и југозападној Азији, (Казахстан, Таџикистан, Туркменистан и Узбекистан).
Делимично је селица, па је редак досељеник и у западну Европу.
Ван сезоне парења, може се наћи и у јужном делу средње Европе (Француска, Немачка) и у северној Африци (Тунис).
Највећа је распрострањеност у Албанији, Северној Македонији, Грчкој, Бугарској, Румунији, Турској, Кипру, Ирану, Ираку, Азербејџану, Израелу и Сирији. На светском нивоу, процењено је да је цела популација Малих вранаца око 85.000 - 180.000 јединки, а 74-94% од укупног броја живи у Европи.

## Мали вранац у Србији
Мали вранац проводи зиму у Србији, у Београду, на низводном шпицу Аде Циганлије. Према званичним пописима из 2009. године, око 10 процената популације малог вранца проводило је зиму у заштићеном станишту - зимовалишту малог вранца у Београду. Изградња моста преко Аде озбиљно је угрозило зимовалиште малих вранаца, међутим Лига за орнитолошку акцију Србије успела је да се избори, да мали вранац и поред изградње моста не напусти своје станиште.
Заштићено станиште се налази на обалама Саве у Београду код Аде Циганлије и састоји се од пет одвојених локација:
1. Локација I - врбак на десној обали Саве, око 500 м низводно од ушћа Топчидерске реке.
2. Локација II - врбак на низводном крају Аде Циганлије, који се налази између насипа и главног тока реке Саве
3. Локација III - узак појас врба на левој обали Саве код Београдског бродоградилишта.
4. Локација IV - појас врба на левој обали Саве код топлане на Новом Београду.
5. Локација V - ова локација се налази поред локације IV и од ње је одвојена уским простором, односно пристаном за истовар течних горива за потребе топлане на Новом Београду.

## Станиште и екологија
Мали вранци гнезде се на подручјима која имају базене са пуно зеленила, попут језера и делта река, у којима се могу наћи дрвеће и грмље. Избегавају хладна, планинска и сува подручја. Током зиме такође иду на слана мора, ушћа или на језерске бране. Могу живети самостално или у групама, а прилагодили су се и присуству људи. Често се гнезде у колонијама заједно са чапљама и кашичарима.

## Претње
Мали вранац је врста настањена на местима снажно погођеним људским деловањем. Претње су исушивање и озбиљне деградације мочварних подручја и повезаних шумских подруча, загађење воде, криволов и уплитање птица у рибарске мреже. Услед заблуда да је велики потрошач рибе и да уништава рибарске мреже, често га прогоне рибари.
У Румунији, према истраживањима чешког орнитолога Роберта Ритере вон Домбровског, на крају 19. века, мали вранци су били присутни у великим колонијама у делти Дунава. Број парова малог вранца био је 10.000, без узимања у обзир птица које гаји локално становништво. Популација малог вранца у Румунији драматично се смањила, посебно 60-их година 20. века, када су, због комунистичке политике, велика мочварна подручја исушена ради развоја пољопривреде, па су станишта значајног броја мочварних птица уништена.
Мали вранац је угрожен и ловом, а у Ирану се припрема као храна.